# Polski Spisz

Polski Spisz zaznaczony (zieloną linią) na współczesnej mapie (widoczna też słowacka część Spiszu)

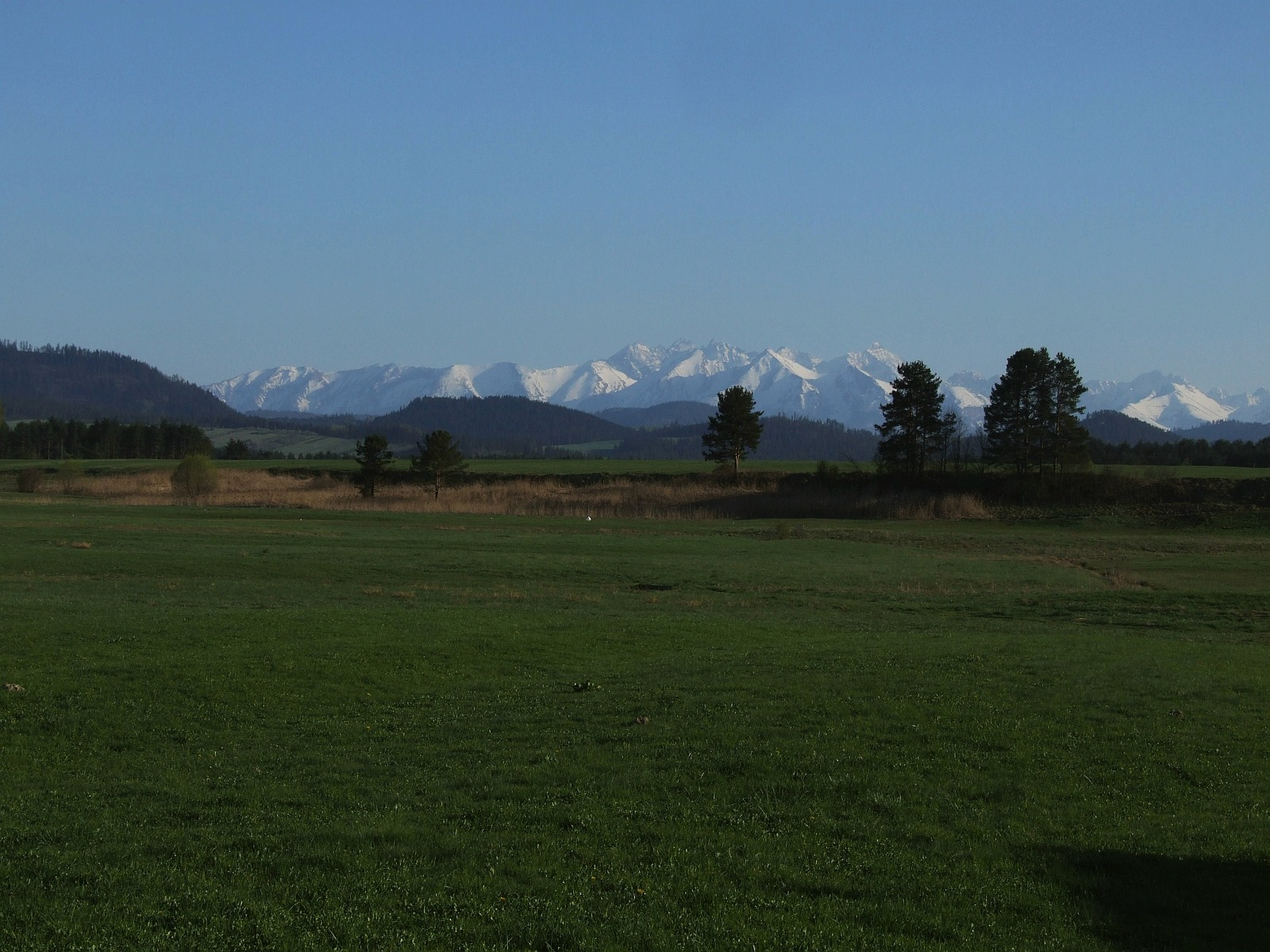
Polski Spisz w okolicach Nowej Białej

Polski Spisz – niewielki region etnograficzny i geograficzny w południowej Polsce; północno-zachodni skrawek Spisza (ściślej – Zamagurza Spiskiego).

## Geografia
Polski Spisz leży między granicą polsko-słowacką na południu, rzeką Białką na zachodzie i północy oraz rzeką Dunajec na północnym wschodzie. Historycznie do Spiszu należy również pas terenu na północ i zachód od obecnego koryta Białki wskutek zmiany jej biegu w XVII wieku. Powierzchnia regionu wynosi 195,5 km².
Przez północną część polskiego Spiszu równoleżnikowo przebiega grzbiet Pienin Spiskich. Dalej na południe leży obniżenie, zajęte przez doliny potoków Łapszanka i Trybski Potok. Za tym obniżeniem, już na granicy ze Słowacją, wznosi się grzbiet Magury Spiskiej z najwyższym szczytem Polskiego Spiszu – Kuraszowskim Wierchem (1040 m).

## Podział administracyjny
Polski Spisz nie stanowi samodzielnej jednostki administracyjnej. Tworzy go 14 wsi w trzech gminach:
- gmina Bukowina Tatrzańska (powiat tatrzański):
  - Czarna Góra (słow. Čierna Hora, węg. Feketebérc, niem. Schwarzberg),
  - Jurgów (słow. Jurgov, węg. Szepesgyörke, niem. Jörg),
  - Rzepiska (słow. Repiská, węg. Répásfalu, niem. Ripsdorf),
- gmina Łapsze Niżne (powiat nowotarski; jedyna w całości leżąca na Polskim Spiszu):
  - Falsztyn (słow. Falštín, węg. Falstin, niem. Falkstein),
  - Frydman (słow. Fridman, węg. Frigyesvágása, niem. Friedmann),
  - Kacwin (słow. Kacvín, węg. Szentmindszent, niem. Katzwinkel)[3])
  - Łapszanka (słow. Lapšanka, węg. Kislápos, niem. Kleinlapsch),
  - Łapsze Niżne (słow. Nižné Lapše, węg. Alsólápos, niem. Unterlapsch),
  - Łapsze Wyżne (słow. Vyšné Lapše, węg. Felsőlápos, niem. Oberlapsch),
  - Niedzica (słow. Nedeca, węg. Nedec, niem. Netzdorf),
  - Trybsz (słow. Tribš, węg. Újterebes, niem. Trips),
- gmina Nowy Targ (powiat nowotarski):
  - Dursztyn (słow. Durštín, węg. Dercsény, niem. Dürrstein),
  - Krempachy (słow. Krempachy, węg. Bélakorompa, niem. Krempach),
  - Nowa Biała (słow. Nová Belá, węg. Újbela, niem. Neu Bela).

## Atrakcje
Kultura ludowa Spiszu, z pochodzenia m.in. góralska, a poddana przez stulecia wpływom węgierskim i słowackim, jest w skali Polski unikatowa. Spiszacy mają specyficzny lokalny ubiór ludowy, specyficzny sposób budowy zarówno wsi, jak i poszczególnych zagród.
Charakterystyczna dla Spiszu, a nietypowa dla reszty Polski, jest architektura murowanych kościołów we Frydmanie, Niedzicy, Trybszu, Łapszach i Kacwinie. Cennym zabytkiem jest drewniany kościół w Jurgowie. Interesujące są pasterskie szałasy na halach na południe od Jurgowa. Unikatem w Polsce są zachowane w Kacwinie spichrze, tzw. sypańce.
Zabytkiem o długiej i intrygującej historii jest zamek w Niedzicy. Atrakcją turystyczną jest zapora na Dunajcu. Utworzony przez nią Zbiornik Czorsztyński jest ośrodkiem rekreacyjnym.
Zalesione, górskie tereny polskiego Spiszu oferują wiele możliwości uprawiania turystyki. Wytyczono kilka tras rowerowych. W zimie działają wyciągi narciarskie w Jurgowie, Czarnej Górze, Niedzicy i Kacwinie.

## Historia

### Przed 1918
Obszary dzisiejszego Polskiego Spiszu do XI lub XII wieku prawdopodobnie należały do Polski. Ówczesny przebieg polskiej południowej granicy nie jest dokładnie znany i ma charakter orientacyjny. Później przeszły pod władanie Królestwa Węgier. Nie wchodziły w skład ziem objętych zastawem spiskim. Następnie obszary te dzieliły losy całego Spisza. Zasiedlone zostały przez rodzinę Berzeviczych z Lomnicy, która w 1209 roku otrzymała tereny od rzeki Poprad do Gór Śnieżnych, jak nazywano wówczas Tatry. Ośrodkiem władzy na Zamagurzu stał się zamek w Niedzicy, wzniesiony około 1320 przez ten ród. Berzeviczy władali zachodnim Zamagurzem do początku XVI wieku. W czasach anarchii na Węgrzech tereny te przechodziły z rąk do rąk. W drugiej połowie XVI wieku władali tymi obszarami także polscy magnaci – Hieronim Łaski, a po nim jego syn Olbracht Łaski, występując zawsze jako poddani króla Węgier. Ten ostatni sprzedał swoje prawa do Zamagurza Jerzemu Horvathowi z Palocsy. W rękach rodu Horvathów Zamagurze pozostawało przez około stulecie. Kolejne perturbacje pod koniec XVII wieku, związane z wojnami religijnymi i węgierskimi powstaniami antyhabsburskimi, oddały te tereny pod władzę rodu Giovanellich. Dopiero w 1776, po definitywnym objęciu władzy na Węgrzech przez Habsburgów, Zamagurze wróciło w ręce Horvathów. Od połowy XIX wieku, po likwidacji stosunków feudalnych, majątki szlacheckie na Zamagurzu przeszły w ręce węgierskiego rodu Salamonów (w Niedzicy) i niemieckiego rodu Jungenfeldów (w Falsztynie i Łapszach Niżnych), którzy utrzymali się na tych terenach aż do wkroczenia Armii Czerwonej.

### Lata 1918–1924
W odróżnieniu od terenów Spiszu położonych bardziej na południe i wschód, na dzisiejszym Polskim Spiszu przetrwała w zwartej masie ludność polskojęzyczna. Z tego powodu po rozpadzie Austro-Węgier pod koniec 1918 północny Spisz, obok północnej Orawy i Śląska Cieszyńskiego, stał się przedmiotem sporu między nowo powstałymi państwami sukcesyjnymi Austro-Węgier: Polską i Czechosłowacją. Obie strony opierały swoje żądania terytorialne na zasadzie etnicznej, jednak określenie przynależności narodowej Spiszaków Zamagurskich okazało się problemem nie do rozwiązania. Strona czechosłowacka zmierzała do zachowania dotychczasowej granicy galicyjsko-węgierskiej, natomiast strona polska żądała przyłączenia do Polski sporych obszarów północnego Spiszu.
Jesienią 1918 przez cały Spisz przetoczyła się fala politycznych demonstracji antyhabsburskich i antywęgierskich, po których stało się jasne, że Budapeszt utracił kontrolę nad lokalnymi władzami. Powstała próżnia polityczna, w której pierwszy ruch wykonała Czechosłowacja, podejmując próbę zorganizowania swojej administracji na spornych terenach. W połowie listopada 1918 w Lubowli ukonstytuowała się polska Rada Narodowa Spisza. Zaraz potem na rozkaz ówczesnego wojskowego komendanta powiatu nowotarskiego Mariusza Zaruskiego oddziały polskiego wojska – Kompania Wysokogórska i strzelcy podhalańscy – zajęły Jaworzynę Tatrzańską i Zamagurze wraz z pasem otaczających je terenów. W toku tych działań wojska polskie zostały zatrzymane w potyczce pod Kieżmarkiem 8 grudnia 1918. Na zajętych terenach przystąpiono do tworzenia polskiej administracji. 24 grudnia 1918 w Popradzie i 31 grudnia 1918 r. w Chyżnem przedstawiciele polskiej i słowackiej administracji zawarli prowizoryczne porozumienia o rozgraniczeniu terenów działania polskiej i czechosłowackiej administracji na Spiszu.
13 stycznia 1919 pułkownik Vix, szef misji sprzymierzonych w Budapeszcie, powołując się na rozkaz naczelnego dowódcy sił sprzymierzonych marszałka Ferdynanda Focha, zażądał od rządu polskiego wycofania wojsk ze Spisza i Orawy. Jak się później okazało, marszałek Foch nie wydał takiego rozkazu, a działanie płk. Viksa było samowolne. Tym niemniej, wskutek kryzysu władzy w Warszawie, nie zweryfikowano tego na czas i wojska polskie zgodnie z rozkazem opuściły Spisz. 23 stycznia 1919 tereny te zostały zajęte przez wojska czechosłowackie. Do ponownego wypadu wojsk polskich na Spisz doszło latem 1919, gdy do północnego Spiszu zbliżała się Węgierska Armia Czerwona. Kompania Wysokogórska została jednak wycofana po dotarciu do Matlar. Wycofanie wojsk polskich pozwoliło na odbudowę administracji czechosłowackiej, która przeciwdziałała aspiracjom polskim. Mając swobodę działania na miejscu oraz sympatie przeważającej części miejscowej ludności, władze czechosłowackie prowadziły wśród górali intensywną, zakończoną sukcesem akcję propagandową i narodowościową. Polacy ze swojej strony utworzyli kilka organizacji budzących polskie poczucie narodowe wśród „spiskich Górali” i nadających publiczny rozgłos polskiej sprawie na Spiszu. W Krakowie powstał Narodowy Komitet Obrony Spisza, Orawy, Czadeckiego i Podhala, któremu przewodniczył mocno już wówczas schorowany Kazimierz Przerwa-Tetmajer, a którego filarem był ksiądz Ferdynand Machay. W Zakopanem działał Związek Podhalan.
W początkach 1919 polsko-czechosłowackim sporem o Spisz, Orawę, Czadeckie i Zaolzie zajęła się Rada Najwyższa konferencji wersalskiej. W pierwszej kolejności sprzymierzeni nakazali Polsce i Czechosłowacji przeprowadzenie bezpośrednich rokowań, które przeprowadzono w Krakowie w lipcu 1919, ale bez rezultatów. Wobec fiaska rokowań, we wrześniu 1919 Rada Najwyższa zadecydowała, że o przynależności przygranicznych terenów Spiszu rozstrzygnie plebiscyt. Polska żądała przeprowadzenia plebiscytu na całym żądanym obszarze, obejmującym ówczesne powiaty Kieżmark, Spiska Stara Wieś i Stara Lubowla oraz część powiatu popradzkiego na północ od drogi Smokowce – Milbach – Łomnica. Rada Najwyższa zgodziła się jednak na plebiscyt jedynie na terenie powiatu Spiska Stara Wieś oraz gmin Zdziar i Jaworzyna Tatrzańska powiatu kieżmarskiego. Później z plebiscytu wyłączono jeszcze gminę Ždiar. Tereny sporne miały zostać obsadzone przez wojska francuskie i być zarządzane przez komisję sprzymierzonych. Jednak wojska francuskie obsadziły Spisz dopiero w kwietniu 1920, do tego w tak znikomej liczbie, że nie przeszkodziło to działaniom władz czechosłowackich. Tymczasem już w 1919 obie strony rozpoczęły nieprzebierającą w środkach kampanię propagandową. W jej toku doszło do kilku zabójstw na tle politycznym – zamordowano dwóch czechosłowackich urzędników (bojówki terrorystyczne POW) i tragicznie zginął jeden z polskich działaczy plebiscytowych, nauczyciel akademicki ze Lwowa – Józef Wiśmierski. W Spiskiej Starej Wsi działał polski komitet plebiscytowy z prof. Walerym Goetlem na czele. Przedstawicielem Polski przy komisji sprzymierzonych był dr J. Diehl.
Na początku lipca 1920 Polska znajdowała się w krytycznej fazie walk z bolszewikami. Wykorzystując tragiczne położenie Polski, rząd czechosłowacki wymógł na Polsce zrzeczenie się plebiscytu na Spiszu. 2 lipca 1920 Polska i Czechosłowacja podpisały w Spa w Belgii układ, mocą którego rezygnowały z plebiscytu i oddawały rozstrzygnięcie co do spornych odcinków granicy w ręce Rady Ambasadorów. Werdykt Rady zapadł szybko. 28 lipca 1920 Rada przyznała Polsce 13 spiskich wsi z 8747 mieszkańcami, zajmujących łącznie 195,5 km². Do rozstrzygnięcia pozostał jeszcze spór o Jaworzynę i Zdziar, który został przedstawiony Lidze Narodów. Rezolucją powziętą na konferencji 12 marca 1924 Liga pozostawiła te tereny przy Czechosłowacji. W wykonaniu tej rezolucji Polska i Czechosłowacja 6 maja 1924 w Krakowie podpisały protokół o przebiegu granicy, który zatwierdziła Rada Ambasadorów 5 września 1924. Z polskich roszczeń pozostały jedynie ułatwienia w ruchu granicznym w Wysokich Tatrach. Dokonano również drobnych zmian przebiegu granicy w ramach jej ostatecznej delimitacji.
Rozstrzygnięcie Rady Ambasadorów oceniono jako niekorzystne dla Polski, a cały spór – jako klęskę polskiej dyplomacji. Przyznany Polsce skrawek Spiszu został odcięty od związanych z nimi gospodarczo terenów Jaworzyny Tatrzańskiej (doliny Białki). Przez całe międzywojenne dwudziestolecie północny Spisz był obszarem polskiej dyplomatycznej irredenty.
Przyłączone do Polski tereny Spiszu wraz z Orawą stanowiły powiat spisko-orawski z ekspozyturą starostwa w Łapszach Niżnych. W 1925 Polski Spisz włączono do powiatu nowotarskiego.

### Lata 1938–1939

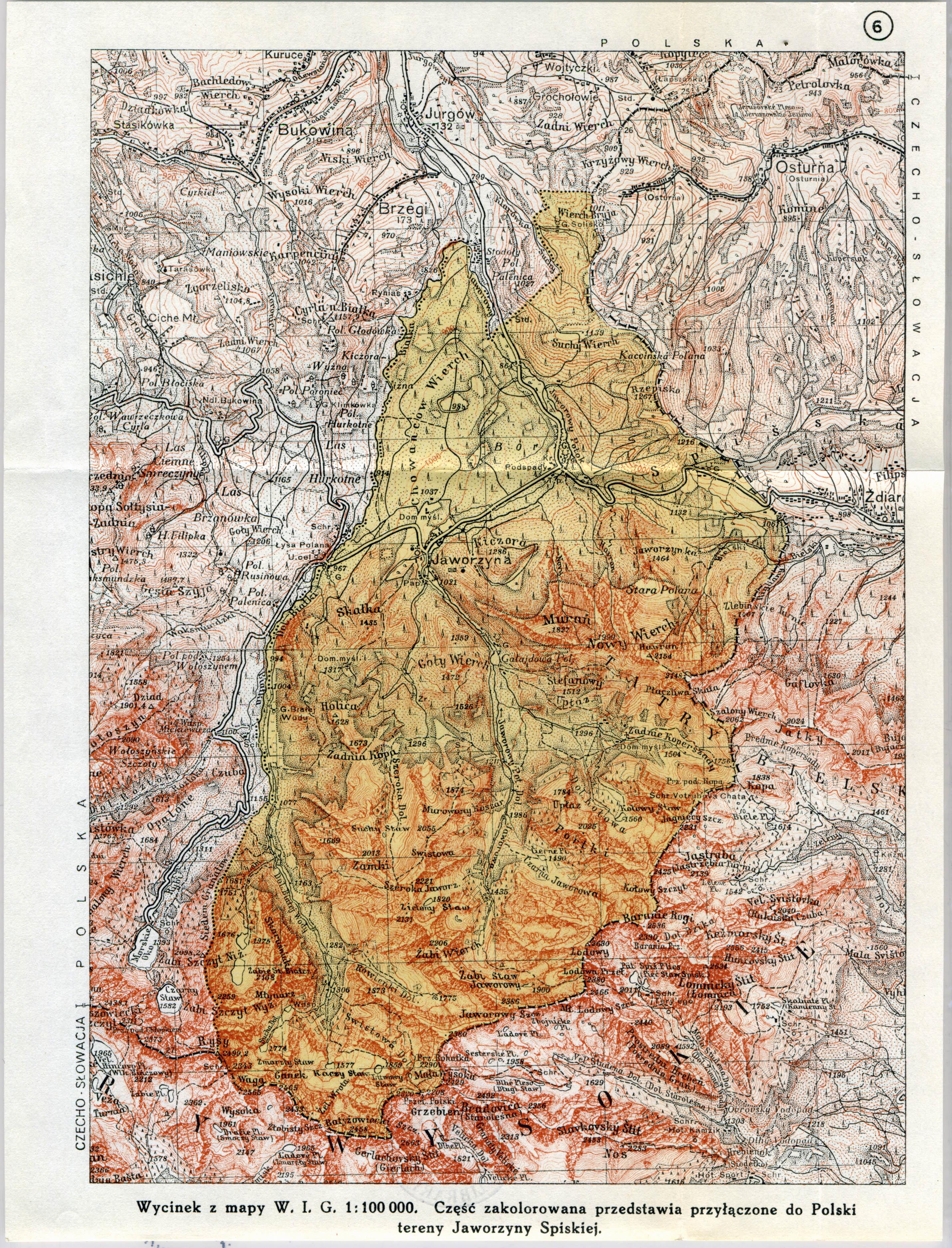
Jeden z obszarów Spiszu przyłączony do Polski na mapie topograficznej WIG z 1939

We wrześniu 1938 Polska zaczęła coraz wyraźniej artykułować żądania terytorialne wobec Słowacji. 25 października 1938 polski konsul generalny w Bratysławie przedstawił władzom autonomicznej już wtedy Słowacji wyraźnie sformułowane polskie żądania. Władze słowackie zgodziły się na podjęcie rokowań, jednak przystąpiły do nich dopiero po polskiej groźbie najazdu zbrojnego, przekazanej rządowi w Pradze 31 października 1938 przez polskiego posła Kazimierza Papée. Do wymiany not dyplomatycznych doszło 1 listopada 1938. Polska narzuciła Czechosłowacji miesięczny termin wytyczenia granicy zgodnej z polskimi żądaniami. Pierwsze posiedzenie komisji delimitacyjnej odbyło się 16 listopada 1938 w Żylinie. Po tym jak 18 listopada doszło do starć polsko-czechosłowackich w rejonie Czadcy, a 24 listopada – do ataku miejscowej ludności na polską komisję w Orawskim Podzamku, polska delegacja zerwała rokowania. 25 listopada 1938 polskie władze oświadczyły władzom słowackim, że sporne tereny zostaną obsadzone przez polskie wojsko do południa 27 listopada. 26 listopada Słowacy ewakuowali swoje wojska i władze z tych terenów. 27 listopada pod Ždiarem doszło do potyczki wojsk polskich i czechosłowackich, 29 listopada – do starcia pod Smerdžonką. 25 listopada komisje polska i czechosłowacka (właściwie przedstawiciele słowackiej autonomii) spotkały się w Czorsztynie, 27 listopada rokowania zostały wznowione w hotelu „Maraton” w Zakopanem, zaś 1 grudnia 1938 podpisano umowę o przebiegu granicy.
Na Spiszu Polsce przypadły:
- części gmin Tatranska Javorina i Ždiar o łącznej powierzchni 110 km², zamieszkane przez 530 osób, wraz z północnymi stokami głównej grani Tatr wraz z wierzchołkami Zadniego Gerlachu i Lodowego Szczytu, które tym samym stały się najwyższymi szczytami Polski,
- wieś Leśnica – 14,25 km² z 479 mieszkańcami,
- położone naprzeciw Żegiestowa tereny nad Popradem koło wsi Medzibrodie i Sulín oraz teren wewnątrz meandru Popradu zwany Słowacką Łopatą lub Spiską Łopatą, a przed wojną błędnie Czeską Łopatą[5]
- niewielkie fragmenty terytoriów należących do miejscowości Szwaby Niżnie i Wyżne, Golembark (słow. Kalemberk, dziś Łysa nad Dunajcem)[6] oraz Lechnica, Śmierdzonka i Czerwony Klasztor, dzięki czemu cały prawy brzeg Dunajca znalazł się w granicach Polski.

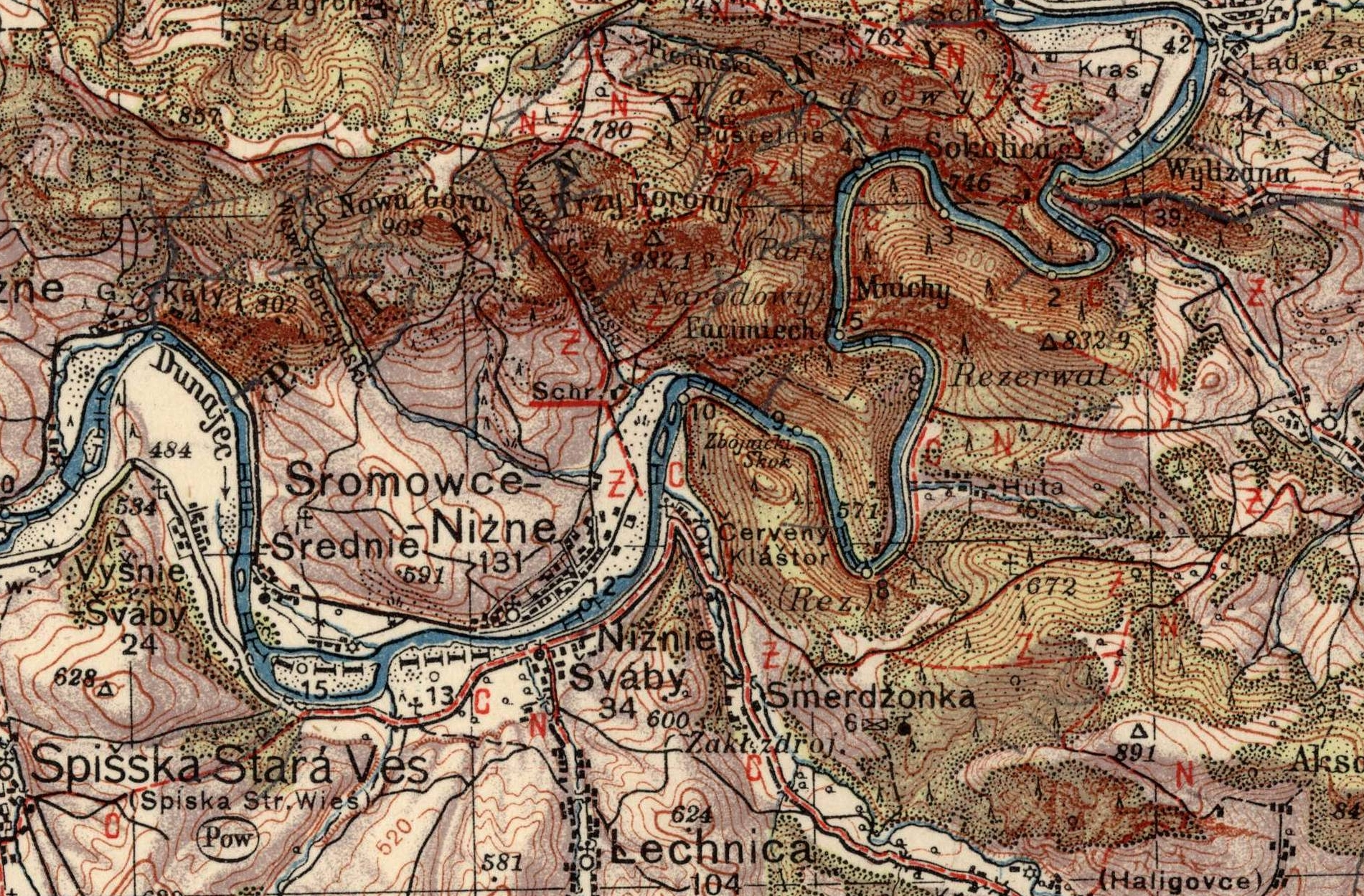
Wsie i osady, które w 1938 r. zmieniły przynależność państwową, mapa WIG z 1936

Taki stan przetrwał do czasu wybuchu II wojny światowej. Po podbiciu Polski III Rzesza przekazała Słowacji tereny przyłączone do Polski w 1920 i w 1938, z których część armia słowacka zajęła już w kampanii wrześniowej. Odpowiednią umowę podpisano w Berlinie 21 listopada 1939. 22 grudnia 1939 sejm niepodległej już wtedy Słowacji wcielił te ziemie do swego państwa.

### Lata 1945–1958
W styczniu 1945 północny Spisz został zajęty przez Armię Czerwoną, która nie dopuściła do jakichkolwiek zmian terytorialnych na tym terenie. Na mocy tymczasowej umowy z 20 maja 1945 Czechosłowacja zobowiązała się oddać Polsce ziemie spiskie przyłączone do Polski w 1920. Polski Rząd Tymczasowy w czerwcu 1945 w Moskwie usiłował podjąć rokowania z Czechosłowacją na temat polskich roszczeń terytorialnych, jednak do rokowań w ogóle nie doszło. Wobec tego na początku lipca 1945 polskie władze obsadziły północny Spisz do granic przedwojennych. Ponieważ na Orawie doszło do starć milicji polskiej ze słowacką, 17 lipca 1945 Spisz obsadziło wojsko.
Ostateczne wytyczenie granicy polsko-czechosłowackiej na Spiszu nastąpiło na mocy umowy zawartej w Warszawie 13 czerwca 1958. Granica ta przebiega obecnie tak, jak w latach 1920–1938.